# Cuốc (nông cụ)
Cuốc là nông cụ có lưỡi, dùng để đào xới, bổ, trộn và di chuyển đất. Nó thường được dùng trong làm nông và làm vườn.
Một số mục đích sử dụng:
- đào và trộn bề mặt đất để loại trừ cỏ dại;

Cuốc trên quốc kỳ của Mozambique

- vun đất xung quanh gốc cây;
- tạo luống, đào rãnh;
- đào đất để thu hoạch củ.